# Berglins
Berglins är en tecknad serie av paret Maria och Jan Berglin. Den publiceras i flera tidningar, bland annat Arbetarbladet, Ergo, Svenska Dagbladet (premiär 4 januari 1995), Vår bostad och Ingenjören. Några album har getts ut på förlaget Galago.
Huvudpersonerna är nästan alltid svensk medelklass i medelåldern. Det är antingen enbildsserier eller strippar om fyra bilder som beskriver olika scener ur det svenska folkhemmet på ett gemensamt tema. Det handlar ofta om den svenske medelklassmannens svårigheter att finna livets mening och en lämplig mansroll.
Serien hette inledningsvis Berglin. Namnet ändrades senare till Berglins eftersom Jan och Maria Berglin utformar den gemensamt.

## Bokutgåvor
För utgivning av serien i bokform, se artikeln om Jan Berglin.